# Mały Ogród

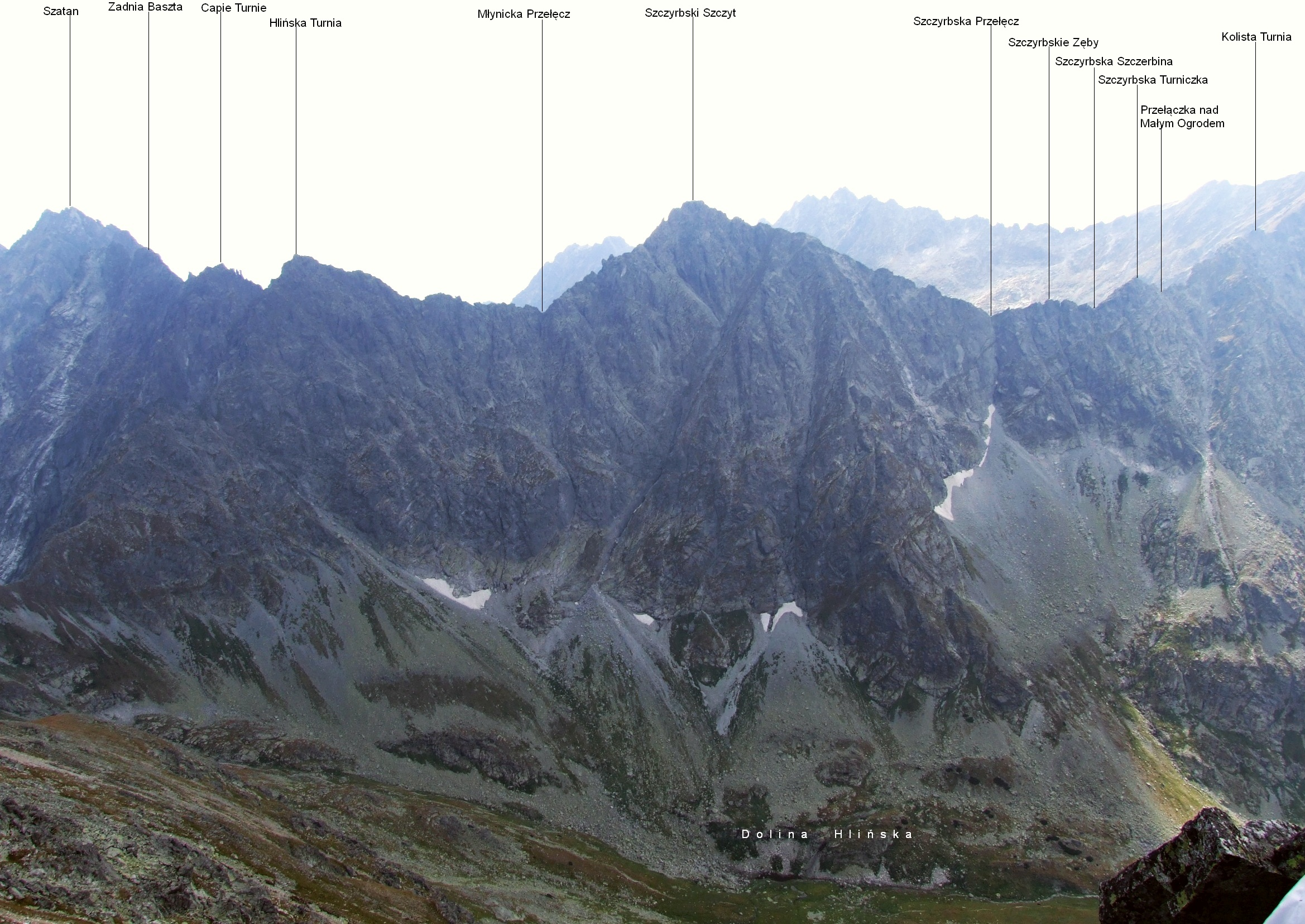
Mały Ogród widoczny pod Szczyrbską Przełęczą

Mały Ogród (niem. Kleiner Garten, słow. Malá záhradka, węg. Kis-kert) – cyrk lodowcowy w słowackich Tatrach Wysokich. Ma pochyłe dno i znajduje się w Dolinie Hlińskiej na północnych stokach głównej grani odnogi Krywania. Od południa wznoszą się nad nim ściany tej grani na odcinku od Szczyrbskiego Szczytu (2382 m) po Kolistą Turnię (2323 m). Od wschodu wznosi się nad nim północny filar Szczyrbskiego Szczytu, od zachodu ogranicza go północno-wschodnia grzęda Kolistej Turni. Kocioł jest wypełniony piargami zsypującymi się z otaczających go ścian. Jest punktem startowym kilku dróg wspinaczkowych.